# Joost-Vincent De Vos

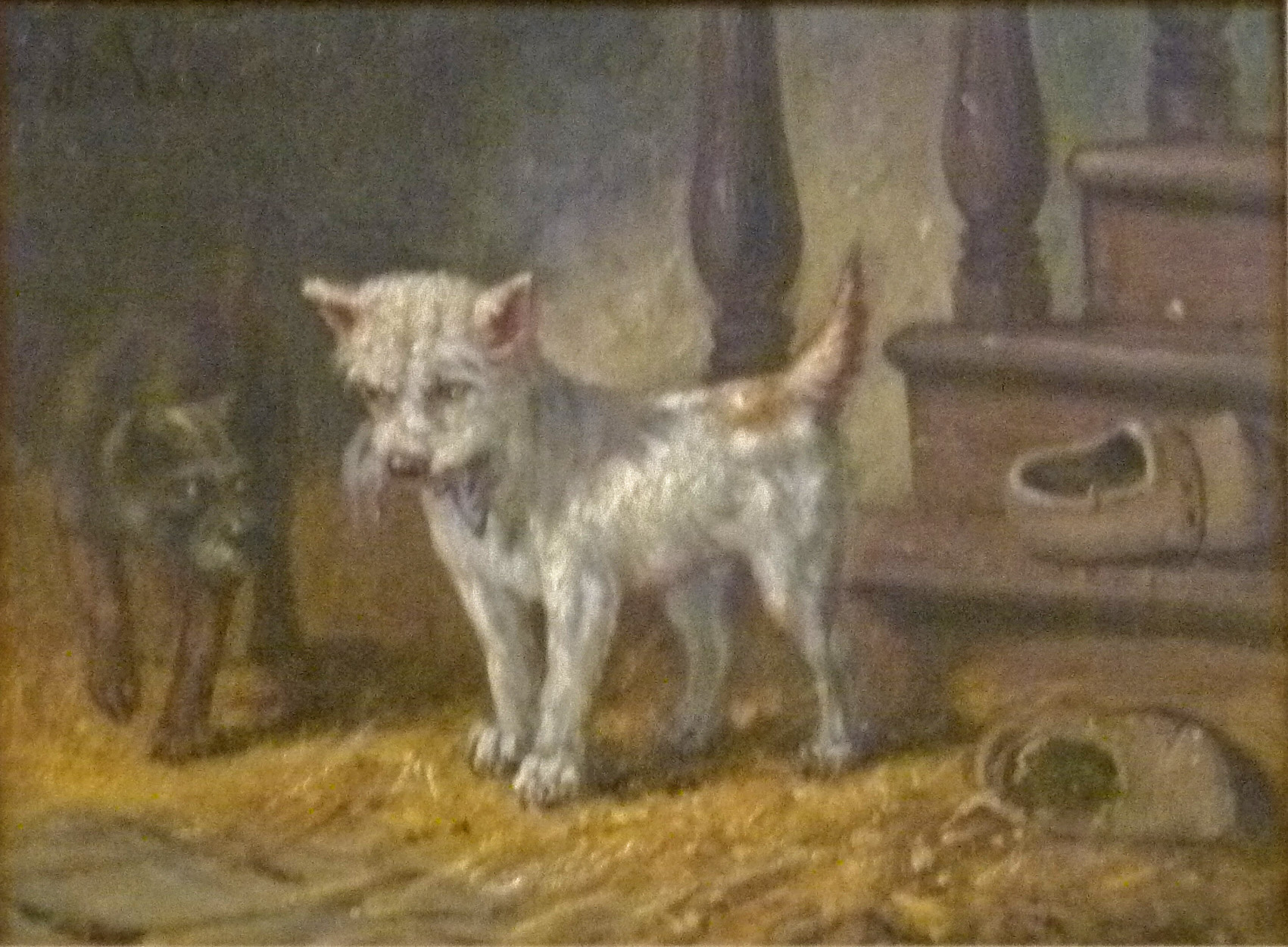
Twee hondjes

Joost-Vincent De Vos (Kortrijk, 1829 – aldaar, 5 oktober 1875) was een Belgisch kunstschilder.
Hij volgde, als dierenschilder, het voetspoor van Louis Robbe (1806-1887). Deze had, door de introductie van het realisme in de dierenschilderkunst, een generatie dierenschilders beïnvloed, zoals Edward Woutermaertens (1819-1897), Valere Verheust (1841-1881), Louis-Pierre Verwee (1804-1877), Edmond De Pratere (1826-1888) en Aimé Velghe (1836-1870). Edward Woutermaertens was op zijn beurt enkele jaren leermeester geweest van Joost-Vincent De Vos. Samen vormden deze schilders de Kortrijkse Dierenschool.
Joost-Vincent De Vos genoot enige roem in zijn tijd en is vooral befaamd voor zijn vele kleurrijke schilderijen van honden en gekostumeerde apen die rijden op de rug van honden. Apen werden ook afgebeeld terwijl ze vlooien vangen van straathonden. Hij beeldde ook graag honden uit die jagen op ratten of konijnen. Veel van zijn schilderijen bevatten enkele elementen die steeds terugkeren, zoals muziekinstrumenten, schoenen en rattenvangers. Zijn meeste schilderijen zijn klein van formaat. Hij tekende zijn werken meestal als "De Vos", zonder vermelding van voornaam.
Zijn meeste schilderijen bevinden zich in privébezit en komen soms terecht op een kunstveiling. Het Broelmuseum in Kortrijk bezit enkele werken van De Vos. Andere werken bevinden zich in het museum van Rijsel ("Pris au piège") en Mulhouse ("Les favoris").